# Helmut Kiefl
Helmut Kiefl (* 4. Februar 1942 in Mainzing) ist ein deutscher Politiker (CDU).

## Leben und Beruf
Nach der Volksschule legte Kiefl die Landwirtschaftliche Gehilfenprüfung ab. Anschließend absolvierte er die Höhere Ackerbauschule in Schönbrunn und wurde Diplomingenieur (FH). Von 1965 bis 1969 war er Jugendreferent beim Bund der Landjugend Württemberg-Hohenzollern und danach bis 1976 stellvertretender Schulleiter der Schwäbischen Bauernschule in Bad Waldsee. Anschließend war er für den Landesbauernverband Württemberg-Hohenzollern bzw. den Landesbauernverband in Baden-Württemberg tätig, wo er bis 1998 stellvertretender Hauptgeschäftsführer war. Kiefl ist verheiratet und hat vier Kinder.

## Politik
In Bad Waldsee war Kiefl Mitglied des Gemeinderats und Vorsitzender der CDU. Von 1996 bis 2006 war er Mitglied im Landtag von Baden-Württemberg. Er vertrat dort den Wahlkreis 68 Wangen und war landwirtschaftspolitischer Sprecher der CDU-Fraktion.